# Каспер Юнкер
Каспер Аалунд Юнкер (дан. Kasper Aalund Junker; нар. 5 березня 1994, Віндінг, Данія) — данський футболіст, нападник японського клубу «Урава Ред Даймондс».

## Клубна кар'єра

### Ранні роки
З футболом познайомився у 4-річному віці в дитячій команді «Віндінг», звідки перейшов спочатку до академії «Вайле», а згодом — до «Колдінга». Під час навчання в 10-му класі приєднався до Hessel Gods Fodboldkostskole (Академія футболу Гессельських Богів), де його тренував Флемінг Поульсен, грав у команді «Дюрсланд» у Данській Серії. Юнкера помітили скаути «Раннерса» й влітку 2012 року він приєднався до команди U-19, відвідуючи HHX («Вища комерційна іспитна програма») в Tradium Randers.

### «Раннерс»
У данській Суперлізі дебютував 7 березня 2014 року в нічийному (1:1) виїзному поєдинку проти «Вестшелланна», в якому відзначився гольовою передачею на Каспера Фіскера. Юнкер також вийшов на поле 4 квітня, коли «Раннерс» обіграв на виїзді «Орхус» (1:0).
Влітку 2014 року підписав повноцінний професіональний контракт з «Раннерсом», і, таким чином, був підвищений до першої команди. У січні 2015 року відправлений у піврічну оренду до клубу Першого дивізіону чемпіонату Данії «Фредерікія», але не зіграв за нього жодного офіційного матчу..

### «Орхус»
Влітку 2016 року Юнкер підписав 3-річний контракт із принциповими суперниками «Раннерса» з Півдня, «Орхусом», де через травму Мортена «Дункана» Расмуссена в передсезонному матчі розпочав сезон як гравець стартового складу.

### «Горсенс»
В останній день трансферного вікна, 31 серпня 2018 року, підписав 5-річний контракт із «Горсенс» за невідому плату. Однак Горсенси заявили, що це рекордна плата за трансфер до клубу.

### Норвегія
9 серпня 2019 року відправився в оренду до норвезького клубу «Стабек» до кінця 2019 року, при цьому норвезький клуб отримав право викупуити данця по завершенні угоди. 17 грудня 2019 року підписав 3-річний контракт з іншим норвезьким клубом «Буде-Глімт», який вступав в дію з 1 січня 2020 року. У сезоні 2020 року з 27-ма голами став найкращим бомбардиром чемпіонату Норвегії.

### Японія
У квітні 2021 року проданий японському клубу «Урава Ред Даймондс». У футболці нового клубу дебютував 5 травня в поєдинку 5-го раунду кубку Джей-ліги 2021 проти Касіви Рейсол, в якому відзначився й дебютним голом за «Ураву». У Джей-лізі 1 дебютував 13 травня в поєдинку 13-го туру й також відзначився забитим м'ячем. З моменту дебюту в Джей-лізі 1 відзначився трьому голами поспіль у чемпіонаті та в чотирьох матчах поспіль загалом. 20 червня відзначився голом у воротах «Сьонан Бельмаре», який згодом обрали найкращим голом щомісяця в Джей-лізі.

## Кар'єра в збірній
У футболці юнацької збірної Данії (U-20) зіграв 5 матчів, ще 3 поєдинки провів за молодіжну команду. Поїхав на молодіжний чемпіонат Європи 2017 року в Польщі, але на турнірі не зіграв жодного поєдинку.

## Статистика виступів

### Клубна
Станом на 17 липня 2021
| Клуб                 | Сезон             | Ліга              | Ліга  | Ліга | Нац. кубок | Нац. кубок | Інші  | Інші | Загалом | Загалом |
| Клуб                 | Сезон             | Дивізіон          | Матчі | Голи | Матчі      | Голи       | Матчі | Голи | Матчі   | Голи    |
| -------------------- | ----------------- | ----------------- | ----- | ---- | ---------- | ---------- | ----- | ---- | ------- | ------- |
| «Раннерс»            | 2013–14           | Суперліга Данії   | 4     | 0    | 0          | 0          | –     | –    | 4       | 0       |
| «Раннерс»            | 2014–15           | Суперліга Данії   | 5     | 0    | 0          | 0          | –     | –    | 5       | 0       |
| «Раннерс»            | 2015–16           | Суперліга Данії   | 8     | 0    | 2          | 1          | –     | –    | 10      | 1       |
| «Раннерс»            | Загалом           | Загалом           | 17    | 0    | 2          | 1          | –     | –    | 19      | 1       |
| «Орхус»              | 2016–17           | Суперліга Данії   | 26    | 3    | 1          | 3          | –     | –    | 27      | 6       |
| «Орхус»              | 2017–18           | Суперліга Данії   | 28    | 4    | 0          | 0          | –     | –    | 28      | 4       |
| «Орхус»              | 2018–19           | Суперліга Данії   | 7     | 0    | 0          | 0          | –     | –    | 7       | 0       |
| «Орхус»              | Загалом           | Загалом           | 61    | 7    | 1          | 3          | –     | –    | 62      | 10      |
| «Горсенс»            | 2018–19           | Суперліга Данії   | 22    | 3    | 1          | 0          | –     | –    | 23      | 3       |
| «Горсенс»            | 2019–20           | Суперліга Данії   | 3     | 0    | 0          | 0          | –     | –    | 3       | 0       |
| «Горсенс»            | Загалом           | Загалом           | 25    | 3    | 1          | 0          | –     | –    | 26      | 3       |
| «Стабек» (оренда)    | 2019              | Елітесеріен       | 12    | 6    | 0          | 0          | –     | –    | 12      | 6       |
| «Буде-Глімт»         | 2020              | Елітесеріен       | 25    | 27   | 0          | 0          | 1     | 1    | 26      | 28      |
| «Урава Ред Даймондс» | 2021              | Джей-ліга 1       | 10    | 7    | 5          | 4          | –     | –    | 15      | 11      |
| Усього за кар'єру    | Усього за кар'єру | Усього за кар'єру | 150   | 50   | 9          | 8          | 1     | 1    | 160     | 59      |

## Досягнення
- Чемпіон Новергії (1):

«Буде-Глімт»: 2020
- Володар Кубка Імператора (1):

«Урава Ред Даймондс»: 2021
- Володар Суперкубка Японії (1):

«Урава Ред Даймондс»: 2022
Індивідуальні
- Найкращий бомбардирЕлітесеріен (1): 2020[12]
- MVP Джей-ліги місяця (1): травень 2021[13]